# Anthrax crepuscularis
Anthrax crepuscularis är en tvåvingeart som först beskrevs av Lynch Arribalzaga 1878.  Anthrax crepuscularis ingår i släktet Anthrax och familjen svävflugor. Inga underarter finns listade i Catalogue of Life.